# Октакарбонил иридия
Октакарбонил иридия — неорганическое соединение, 
карбонильный комплекс иридия с формулой Ir2(CO)8,
зелёные кристаллы.

## Получение
- Действие монооксида углерода на металлический иридий:

{\displaystyle {\mathsf {2Ir+8CO\ {\xrightarrow {160-180^{o}C,p}}\ Ir_{2}(CO)_{8}}}}
- Действие монооксида углерода на гексабромоиридат(IV) калия:

{\displaystyle {\mathsf {2K_{2}[IrBr_{6}]+8CO\ {\xrightarrow {p}}\ Ir_{2}(CO)_{8}+4KBr+4Br_{2}}}}

## Физические свойства
Октакарбонил иридия образует зелёные кристаллы,
растворяются в хлороформе.

## Химические свойства
- При нагревании с кислотами или щелочами образует додекакарбонил иридия:

{\displaystyle {\mathsf {2Ir_{2}(CO)_{8}\ {\xrightarrow {T}}\ Ir_{4}(CO)_{12}+4CO}}}